# LANDING TIMEMACHINE
『LANDING TIMEMACHINE』（ランディング タイムマシン）は、1991年11月1日にリリースされた浅倉大介の1stアルバム。発売元はファンハウス。

## 概要
浅倉大介のデビューアルバム。累計売上は1.9万枚を記録した。収録曲は当時サポートメンバーを務めていたTM NETWORKの楽曲をカバーしたものが中心であり、オリジナル曲は「LANDING TIMEMACHINE」「MEMORY OF THE FUTURE」のみだが、後者もTM NETWORKの「Self Control (方舟に曳かれて)」のフレーズが使用された曲である。
1stアルバムがカバーアルバムなのは小室哲哉の「方向性が定まっていない状態で、最初から自分の世界観を出したオリジナルアルバムを発表するのではなく、これまでTMのツアーで色々な所を回ってきたから、まずはそこで大ちゃんを知ってくれた人達に対して作ってはどうか。もう好きにアレンジしちゃっていいから」というアイディアであり、その他にも小室から様々なアドバイスをされた事により、浅倉は「『事前に考えを持って他人をプロデュースする』というのは正にこんな感じなんだ」と感銘を受けた。
当時正式なレコーディング経験がなかった浅倉だが、全面的に1から10まで作業に関わった。当時浅倉が所有していた全てのシンセサイザーを狭いスタジオに設置して、そこに一人でこもって、一日1曲のペースでTMの楽曲を勝手にセレクトして、アレンジした。どの曲でもオリジナル楽曲である「LANDING TIMEMACHINE」のメロディが聞こえるような工夫もした。
「LANDING TIMEMACHINE」は1992年から1993年まで『CNNデイウォッチ』のテーマ曲として使用されたほか、アレンジ版が2000年から2002年まで『FNNスーパーニュース』、2000年から2009年まで『FNNスーパーニュースWEEKEND』のテーマ曲として使用された。愛媛県では同時期に南海放送の『特急!なんかいNEWSプラス1』のテーマ曲としても使用されており、原曲とアレンジ版（『EBCスーパーニュース』）両方が放送されていた。 また、テレビ信州の『TSBニュース』のオープニングとして使用されていた時期もあるほか、日本テレビの『スーパーテレビ情報最前線』の番宣テーマ曲として使用されていた時期もある。

## 収録曲
| #  | タイトル                                             | 作詞                 | 作曲     | 編曲     | 時間 |
| -- | ---------------------------------------------------- | -------------------- | -------- | -------- | ---- |
| 1. | 「LANDING TIMEMACHINE」                              |                      | 浅倉大介 | 浅倉大介 | 6:11 |
| 2. | 「1974 (16光年の訪問者)」                            | 西門加里             | 小室哲哉 | 浅倉大介 | 4:40 |
| 3. | 「A DAY IN THE GIRL'S LIFE (永遠の一瞬)～CAROL」     | 小室哲哉、小室みつ子 | 小室哲哉 | 浅倉大介 | 7:20 |
| 4. | 「DIVE INTO YOUR BODY」                              | 小室みつ子           | 小室哲哉 | 浅倉大介 | 5:44 |
| 5. | 「CONFESSION」                                       | 西門加里             | 木根尚登 | 浅倉大介 | 5:03 |
| 6. | 「DRAGON THE FESTIVAL」                              | 小室哲哉             | 小室哲哉 | 浅倉大介 | 5:56 |
| 7. | 「TWINKLE NIGHT (あるひとりのロマンティストの生誕)」 | 西門加里             | 小室哲哉 | 浅倉大介 | 5:46 |
| 8. | 「MEMORY OF THE FUTURE」                             |                      | 浅倉大介 | 浅倉大介 | 7:11 |